# Mulukukú
Mulukukú là một khu tự quản thuộc tỉnh Región Autónoma del Atlántico Norte, Nicaragua. Khu tự quản Mulukukú có diện tích 1905 ki lô mét vuông. Đến thời điểm năm 2005, huyện Mulukukú có dân số 29838 người.